# Liste der denkmalgeschützten Objekte in Anif
Die Liste der denkmalgeschützten Objekte in Anif enthält die 8 denkmalgeschützten, unbeweglichen Objekte der Gemeinde Anif im Bezirk Salzburg-Umgebung.

## Denkmäler
| Foto |                 | Denkmal                                                                                       | Standort                                      | Beschreibung | Metadaten |
| ---- | --------------- | --------------------------------------------------------------------------------------------- | --------------------------------------------- | --- | --- |
| ja   | Datei hochladen | Bauernhof (Anlage) HERIS-ID: 14984 Objekt-ID: 11222                                           | Fürstenweg 70 Standort KG: Anif               | | BDA-Hist.: Q37768503 Status: § 2a Stand der BDA-Liste: 2025-06-30 Name: Bauernhof (Anlage) GstNr.: 704/1 Fürstenweg 70, Anif                              |
| ja   | Datei hochladen | Villa Arco auch Villa Swoboda HERIS-ID: 14987seit 2025                                        | Keltenallee 3 Standort KG: Anif               | → Hauptartikel : Villa Swoboda f1 | BDA-Hist.: Q2525822 Status: Bescheid Stand der BDA-Liste: 2025-06-30 Name: Villa Arco auch Villa Swoboda GstNr.: 496/1 Villa Swoboda, Anif                |
| BW   | Datei hochladen | Frühmittelalterliche Siedlung Niederalm HERIS-ID: 209630seit 2022                             | bei Keltenweg 11 Standort KG: Anif            | | BDA-Hist.: Q112949075 Status: Bescheid Stand der BDA-Liste: 2025-06-30 Name: Frühmittelalterliche Siedlung Niederalm GstNr.: 741/1                        |
| ja   | Datei hochladen | Kath. Pfarrkirche hl. Johannes der Täufer HERIS-ID: 14989 Objekt-ID: 11227                    | Kirchenstraße 12 Standort KG: Anif            | 1435 erstmals urkundlich erwähnte, im 17. Jahrhundert spätgotisch umgebaute einschiffige Kirche. | BDA-Hist.: Q37768596 Status: § 2a Stand der BDA-Liste: 2025-06-30 Name: Kath. Pfarrkirche hl. Johannes der Täufer GstNr.: 746/1 Pfarrkirche Niederalm     |
| ja   | Datei hochladen | Kath. Pfarrkirche hl. Oswald HERIS-ID: 14980 Objekt-ID: 11218                                 | Römerstraße 7 Standort KG: Anif               | 790 erstmals erwähnte Kirche mit gotischem Chor und spätromanischem Turm auf einer Anhöhe in der Ortsmitte | BDA-Hist.: Q14540746 Status: § 2a Stand der BDA-Liste: 2025-06-30 Name: Kath. Pfarrkirche hl. Oswald GstNr.: 421/1 Pfarrkirche Anif                       |
| ja   | Datei hochladen | Schloss Anif mit Einrichtung und Park HERIS-ID: 14981 Objekt-ID: 11219                        | Schloss Anif 1 Standort KG: Anif              | Das im 16. Jahrhundert erstmals erwähnte Schloss mit Landschaftsgarten wurde vor 1848 im Tudorstil umgebaut und ist damit eines der ältesten Bauwerke der Neugotik in Österreich. | BDA-Hist.: Q874856 Status: Bescheid Stand der BDA-Liste: 2025-06-30 Name: Schloss Anif mit Einrichtung und Park GstNr.: 305, 309, 316, 322/1 Schloss Anif |
| ja   | Datei hochladen | Gutshof/Meierhof, Wirtschaftsgebäude des Schlosses Lasseregg HERIS-ID: 14991 Objekt-ID: 11229 | Schloss-Lasseregg-Straße 12 Standort KG: Anif | → Hauptartikel : Schloss Lasseregg (Anif) f1 | BDA-Hist.: Q64765052 Status: Bescheid Stand der BDA-Liste: 2025-06-30 Name: Gutshof/Meierhof, Wirtschaftsgebäude des Schlosses Lasseregg GstNr.: 745/3    |
| ja   | Datei hochladen | Schloss Lasseregg HERIS-ID: 14990 Objekt-ID: 11228                                            | Schloss-Lasseregg-Straße 16 Standort KG: Anif | Urkundlich 1418 erstmals erwähnter Gutshof mit rechteckigem Grundriss, im 16. Jahrhundert umgebaut | BDA-Hist.: Q2242058 Status: Bescheid Stand der BDA-Liste: 2025-06-30 Name: Schloss Lasseregg GstNr.: 745/1 Schloss Lasseregg                              |
| ja   | Datei hochladen | Steinkreuz HERIS-ID: 14988 Objekt-ID: 11226                                                   | Standort KG: Anif                             | Marmornes Sühnekreuz, ca. 75 cm hoch, Kopf ist ausgebrochen, Inschrift verloren. In einem Gebüsch am Fußweg Anif – Hellbrunner Tiergarten, Ende Doktor-Theodor-Gugl-Weg. 1953 versetzt, Originalplatz ist unbekannt. Originalität ebenfalls unsicher (1897 als aus rotem Marmor erwähnt, 1975 als verschwunden geführt; Inschrift lautete: „Anno 1692 den 25.Jenner // it an dem Ohrt Hans Irlinger // Bauersman von Niederalben // erschossen worden“: es könnten zwei verschiedene Kreuze oder ein Ersatzstück sein). | BDA-Hist.: Q37768569 Status: § 2a Stand der BDA-Liste: 2025-06-30 Name: Steinkreuz GstNr.: 1129/4                                                         |